# デューイ郡 (サウスダコタ州)
デューイ郡（英: Dewey County）は、アメリカ合衆国サウスダコタ州の中央部北に位置する郡である。2010年国勢調査での人口は5,301人であり、2000年の5,972人から11.2％減少した。郡庁所在地はティンバーレイク市（人口443人）であり、同郡で人口最大の町は国勢調査指定地域のノースイーグルビュート（人口1,954人である。1883年に創設され、郡名は1873年から1877年までダコタ準州の測量総監を務めたウィリアム・P・デューイに因んで名付けられた。

## 地理
アメリカ合衆国国勢調査局に拠れば、郡域全面積は2,446平方マイル (6,335.1 km2)であり、このうち陸地は2,303平方マイル (5,964.7 km2)、水域は143平方マイル (370.4 km2)で水域率は5.85％である。郡領域のほとんど全部がシャイアン川・インディアン居留地の中に入っている。北側郡境にそってある残りの領域はスタンディングロック・インディアン居留地の中に入っている。全領域がインディアン居留地の中に入っていることではサウスダコタ州に5郡あるうちの1つである。

### 主要高規格道路
- アメリカ国道212号線
- サウスダコタ州道20号線
- サウスダコタ州道63号線
- サウスダコタ州道65号線

### 隣接する郡
- コーソン郡 - 北
- ウォルワース郡 - 北東
- ポッター郡 - 東
- サリー郡 - 南東
- スタンリー郡 - 南
- ジーバック郡 - 西

## 人口動態
以下は2000年の国勢調査による人口統計データである。
| 基礎データ - 人口: 5,972人 - 世帯数: 1,863 世帯 - 家族数: 1,386 家族 - 人口密度: 1人/km2（3人/mi2） - 住居数: 2,133軒 - 住居密度: 0軒/km2（1軒/mi2） 人種別人口構成 - 白人: 24.15% - アフリカン・アメリカン: 0.03% - ネイティブ・アメリカン: 74.16% - アジア人: 0.12% - 太平洋諸島系: 0.05% - その他の人種: 0.07% - 混血: 1.42% - ヒスパニック・ラテン系: 0.85% 先祖による構成 - ドイツ系：14.2％ 言語による構成 - 英語：84.6％ - ダコタ語：14.4％ 年齢別人口構成 - 18歳未満: 38.9% - 18-24歳: 9.0% - 25-44歳: 27.2% - 45-64歳: 16.6% - 65歳以上: 8.3% - 年齢の中央値: 26歳 - 性比（女性100人あたり男性の人口） - 総人口: 95.9 - 18歳以上: 95.0 | 世帯と家族（対世帯数） - 18歳未満の子供がいる: 43.7% - 結婚・同居している夫婦:42.9% - 未婚・離婚・死別女性が世帯主: 22.3% - 非家族世帯: 25.6% - 単身世帯: 22.1% - 65歳以上の老人1人暮らし: 8.9% - 平均構成人数 - 世帯: 3.15人 - 家族: 3.66人 収入と家計 - 収入の中央値 - 世帯: 23,272米ドル - 家族: 24,917米ドル - 性別 - 男性: 21,522米ドル - 女性: 18,777米ドル - 人口1人あたり収入: 9,251米ドル（アメリカ合衆国の郡の中では最貧クラス） - 貧困線以下 - 対人口: 33.6% - 対家族数: 29.8% - 18歳未満: 37.7% - 65歳以上: 28.5% |

## 都市と町
都市名の後の数字は2010年国勢調査での人口を示す。
| - 1. ノースイーグルビュート 1,954 - 2. イーグルビュート 1,318 - 3. ティンバーレイク 443 - 郡庁所在地 - 4. ラプラント 171 - 5. ホワイトホース 141 - 6. イザベル 135 - 7. グリーングラス 35 |

### 郡区
デューイ郡はノースデューイとサウスデューイの2つの未編入領域に分けられている。